# Brignoliella quadricornis
Brignoliella quadricornis là một loài nhện trong họ Tetrablemmidae.
Loài này thuộc chi Brignoliella. Brignoliella quadricornis được Roewer miêu tả năm 1963.